# Diocèse catholique de Portsmouth
Le diocèse de Portsmouth est un diocèse suffragant de l'archidiocèse de Southwark en Angleterre, constitué en 1882.
Il ne doit être confondu avec le diocèse homonyme de l'Église anglicane, siégeant dans la même ville.

## Territoire

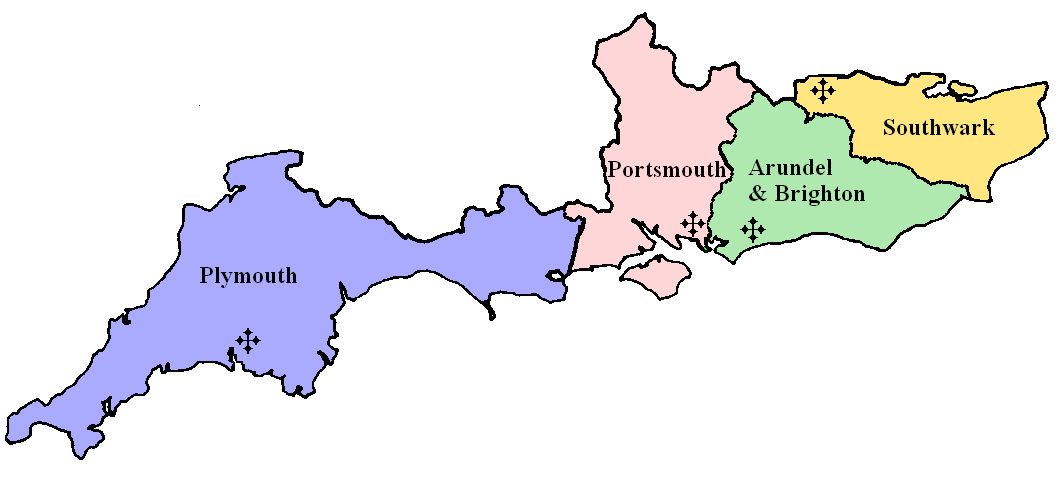
Localisation du diocèse (en rose) au sein de la province ecclésiastique de Southwark.

Le diocèse comprend le Hampshire, l'île de Wight, les îles Anglo-Normandes et certaines parties du Berkshire, du Dorset et de l'Oxfordshire.
L'évêché est à Portsmouth, où se trouve la cathédrale Saint-Jean-l'Évangéliste.
Le territoire est divisé en 89 paroisses, tenues par 55 diacres et 242 prêtres (149 diocésains et 89 religieux).

## Histoire
Par un bref papal daté du 19 mai 1882, le pape Léon XIII a créé le diocèse de Portsmouth, issu de la partie occidentale du diocèse de Southwark, tel que constitué lors du rétablissement de la hiérarchie en 1850 (bulle Universalis Ecclesiae (en) du pape Pie IX). Le diocèse de Southwark est alors devenu trop vaste pour un seul évêque, puisqu'il s'étendait de Londres à Bournemouth et de la banlieue d'Oxford à Douvres, avec aussi les îles Anglo-Normandes.
Ainsi le nouveau diocèse comprenait les comtés du Hampshire et du Berkshire, avec l'île de Wight et les îles Anglo-Normandes. Il correspondait approximativement aux limites du diocèse anglican de Winchester. La cathédrale et la curie du nouveau diocèse se trouvaient tout naturellement à Winchester. La loi sur les titres ecclésiastiques interdisait à un diocèse catholique de porter le même nom qu'un siège anglican. Il semblerait que l'intention initiale ait été de fixer le siège à Southampton, avec l'église Saint-Joseph comme pro-cathédrale. La construction d'une grande église paroissiale au centre de Portsmouth avait commencé, et il fut décidé d'en faire la future cathédrale du diocèse.
Durant le mandat de l'évêque John Cahill (1900-1910), un certain nombre d'ordres religieux établirent des maisons dans le diocèse. En 1901, des bénédictins de l'abbaye de Solesmes s'installèrent sur l'île de Wight, tandis que des moniales bénédictines fondèrent l'abbaye Sainte-Cécile, à Ryde. Les moines bénédictins du monastère Saint-Edmond-le-Martyr, à Douai, en France, se sont installés à Upper Woolhampton (Woolhampton), et ont fondé l'abbaye de Douai en 1903, lorsque la communauté a quitté la France en raison de la législation anticléricale.

## Source
- (en) Cet article est partiellement ou en totalité issu de l’article de Wikipédia en anglais intitulé « Roman Catholic Diocese of Portsmouth » (voir la liste des auteurs).

### Articles liés
- Liste des diocèses catholiques en Angleterre et au pays de Galles
- Église catholique en Angleterre-et-Galles